# Blackhawk (Dakota del Sud)
Blackhawk és una concentració de població designada pel cens dels Estats Units a l'estat de Dakota del Sud. Segons el cens del 2000 tenia 2.432 habitants.

## Demografia
Segons el cens del 2000, Blackhawk tenia 2.432 habitants, 847 habitatges, i 665 famílies. La densitat de població era de 432,7 habitants per km².
Dels 847 habitatges en un 46,9% hi vivien nens de menys de 18 anys, en un 61,3% hi vivien parelles casades, en un 12,8% dones solteres, i en un 21,4% no eren unitats familiars. En el 15,3% dels habitatges hi vivien persones soles el 3,3% de les quals corresponia a persones de 65 anys o més que vivien soles. El nombre mitjà de persones vivint en cada habitatge era de 2,87 i el nombre mitjà de persones que vivien en cada família era de 3,17.
Per edats la població es repartia de la següent manera: un 32,4% tenia menys de 18 anys, un 8% entre 18 i 24, un 34,5% entre 25 i 44, un 19,8% de 45 a 60 i un 5,3% 65 anys o més.
L'edat mediana era de 32 anys. Per cada 100 dones de 18 o més anys hi havia 94,6 homes.
La renda mediana per habitatge era de 44.414 $ i la renda mediana per família de 47.154 $. Els homes tenien una renda mediana de 34.135 $ mentre que les dones 24.444 $. La renda per capita de la població era de 17.364 $. Entorn del 10,1% de les famílies i el 12,2% de la població estaven per davall del llindar de pobresa.

## Poblacions més properes
El següent diagrama mostra les poblacions més properes.